# Rinkai!
Rinkai! (リンカイ！?) es un próximo proyecto japonés de medios mixtos sobre el ciclismo keirin femenino creado por Mixi. Una serie de manga de Kiyoshi Yamane titulada Rinkai! Azalea comenzará la serialización en servicio de Manga Bang! en el segundo trimestre de 2024. Una adaptación de la serie de televisión de anime producida por TMS Entertainment se emitió de abril a junio de 2024.

## Personajes
Según sus perfiles oficiales, cada personaje es un ciclista, cada uno representante de una prefectura japonesa diferente, asociada a un velódromo específico situado allí. El apellido de cada personaje comparte a su vez el nombre de la ciudad que alberga dicho velódromo.
Izumi Itō (伊藤 泉 Itō Izumi?)
 Seiyū: Umino Kawamura
Nana Hiratsuka (平塚 ナナ Hiratsuka Nana?)
 Seiyū: Azusa Aoi
Miko Yahiko (弥彦 巫子 Yahiko Miko?)
 Seiyū: Rena Hasegawa
Sachi Nagoya (那古屋 紗智 Nagoya Sachi?)
 Seiyū: Saika Kitamori
Kinusa Takamatsu (高松 絹早 Takamatsu Kinusa?)
 Seiyū: Riho Sugiyama
Ai Kumamoto (熊本 愛 Kumamoto Ai?)
 Seiyū: Minami Hinata
Tsutsuji Kurume (久留米 美虹 Kurume Tsutsuji?)
 Seiyū: Rico Sasaki
Remi Hiroshima (広島 恋未 Hiroshima Remi?)
 Seiyū: Hinako Takahashi
Momoka Tamano (玉野 桃花 Tamano Momoka?)
 Seiyū: Hikaru Tono
Remu Tachikawa (立川 麗夢 Tachikawa Remu?)
 Seiyū: Yū Wakui
Miyako Mukomachi (向日町 京子 Mukomachi Miyako?)
 Seiyū: Mariko Higashiuchi
Kōme Hōfu (防府 幸梅 Hōfu Kōme?)
 Seiyū: Makoto Koichi
Midori Maebashi (前橋 緑 Maebashi Midori?)
 Seiyū: Misato Murai

## Contenido de la obra

### Manga
Una serie de manga de Kiyoshi Yamane titulada Rinkai! Azalea comenzará la serialización en Manga Bang! en el segundo trimestre de 2024.

### Anime
Se anunció una serie de televisión de anime junto con la serie de manga en el evento AnimeJapan 2023. La serie está producida por TMS Entertainment y dirigida por Takaaki Ishiyama, con Hideki Shirane a cargo de la composición de la serie, Hiromi Ono diseñando los personajes y Shuichiro Fukuhiro, Yoshihei Ueda y Mana Hirano componiendo la música. Se estrenará el 9 de abril de 2024 en Tokyo MX y BS Fuji. El tema de apertura es "Windshifter" interpretado por Rico Sasaki, mientras que el tema de cierre es "Override!" interpretado por el elenco principal. Jonu Media obtuvo la licencia de la serie en España. Medialink ha obtenido la licencia de la serie en el sur y sudeste de Asia y su transmisión en el canal de YouTube de Ani-One Asia.